# شياطين البحر (فلم)
شياطين البحر هو فيلم مصري عرض عام 1972، بطولة شكري سرحان وحسن يوسف ومحمد عوض ويوسف فخر الدين ونيللي، تأليف عدلي المولد وإخراج حسام الدين مصطفى.

## قصة الفيلم
حمادة وصلاح وحسن ثلاثة شباب تجمعهم الصداقة والحي، يحاولون التصدي لبعض رجال المعلم الذين يعملون في تجارة الممنوعات، وفي أحد الأيام، يسرق هؤلاء الشباب سيارة هارون، ويهربون بها إلى أن يتصدى لهم البوليس، في الوقت الذي يخاف هارون على السيارة المحملة بالمخدرات، ولا ينقذهم إلا هارون الذي يخشى أن يفتضح أمر المخدرات، ويذهب الأصدقاء الثلاثة إلى التجنيد ويلتحقون بالبحرية.

## طاقم التمثيل
- شكري سرحان
- حسن يوسف
- محمد عوض
- يوسف فخر الدين
- نيللي
- محمد رضا
- غسان مطر
- أحمد لوكسر
- كنعان وصفي
- فتحية شاهين
- بليغ حبشي
- نبيل الهجرسي
- الطوخي توفيق
- علية عبد المنعم
- كمال الزيني
- فاطمة مظهر
- هالة الصافي
- سميحة محمد
- حلمي عبد الوهاب

## فريق العمل
- إخراج: حسام الدين مصطفى
- تأليف: عدلي المولد
- مدير التصوير: إبراهيم صالح
- مونتاج: فكري رستم
- إنتاج: جمهورية فيلم
- توزيع: جمهورية فيلم